# Albach (Mosel)
Der Albach ist ein rechter Zufluss der Mosel im rheinland-pfälzischen Landkreis Trier-Saarburg. Er ist 17,037 km lang und hat ein Wassereinzugsgebiet von 38,268 km².

## Geographie

### Verlauf
Der Albach entspringt bei Körrig auf dem Saargau, wo er auch den Bach aus den Unterste Büsch aufnimmt und fließt in nördlicher Richtung durch die Gemarkungen Fisch (Saargau), Mannebach und durch den Nitteler Wald. In Tawern fließt der Mausbach zu und bei Wasserliesch mündet der Albach kurz nach der Unterquerung der Bundesstraße 419 in die Mosel.
Von der Quelle bis zum Zufluss des Mausbaches trägt der Albach den Namen Mannebach.

### Zuflüsse
Ein linker Zufluss des Albaches ist der Mausbach mit der Fließgewässerkennziffer 26342, einer Länge von 6,098 km und einem Wassereinzugsgebiet von 11,145 km². Ein rechter Zufluss des Albaches ist der Bach aus den Unterste Büsch mit der Fließgewässerkennziffer 263412, einer Länge von 770 m und einem Wassereinzugsgebiet von 0,279 km².